# Stylus Magazine
Stylus Magazine va ser una revista electrònica sobre música i espectacles, llançada el 2002. Incorporava ressenyes sobre pel·lícules i música, arxius d'àudio i dos blogs.
Stylus posseïa a més característiques com «The Singles Jukebox» («la caixa de senzills»), que consistia en una cerca de senzills de tot el món, que es concentrava en les respostes personals després d'escoltar els «Cole's Cuts», on Stephanie Cole comentava els últims llançaments. Si bé el nombre de lectors de Stylus mai va superar els nivells de Pitchfork Media, va rebre diversos elogis de la premsa per la qualitat dels seus escrits. El 2006, l'Observer Music Monthly va triar-ho com un dels 25 llocs fonamentals sobre música. La pàgina va tancar com a negoci el 31 d'octubre de 2007. Fins avui, roman en línia, però no s'està publicant nou contingut.
El 4 de gener de 2010, amb el permís del creador del lloc, Todd Burns, l'editor Nick Southall va llançar The Stylus Decade, un lloc amb una sèrie d'assajos i llistes analitzant la música dels últims deu anys. The Singles Jukebox es va rellançar com un lloc web a part al març de 2009 i és dirigit pels antics editors de Stylus.